# Amt Eiderkanal
La comunità amministrativa di Eiderkanal (Amt Eiderkanal) si trova nel circondario di Rendsburg-Eckernförde nello Schleswig-Holstein, in Germania.

## Suddivisione
Comprende 7 comuni:
1. Bovenau (1 104)
2. Haßmoor (264)
3. Ostenfeld (Rendsburg) (609)
4. Osterrönfeld* (5 104)
5. Rade b. Rendsburg (212)
6. Schacht-Audorf (4 872)
7. Schülldorf (746)

Il capoluogo è Osterrönfeld.
(Tra parentesi i dati della popolazione al 31 dicembre 2021)